# Stratford (Iowa)
Stratford is een plaats (city) in de Amerikaanse staat Iowa, en valt bestuurlijk gezien onder Hamilton County en Webster County.

## Demografie
Bij de volkstelling in 2000 werd het aantal inwoners vastgesteld op 746. In 2006 is het aantal inwoners door het United States Census Bureau geschat op 727, een daling van 19 (-2,5%).

## Geografie
Volgens het United States Census Bureau beslaat de plaats een oppervlakte van 5,0 km², geheel bestaande uit land. Stratford ligt op ongeveer 338 m boven zeeniveau.

## Plaatsen in de nabije omgeving
De onderstaande figuur toont nabijgelegen plaatsen in een straal van 20 km rond Stratford.